# Arxipèlag de Mergui

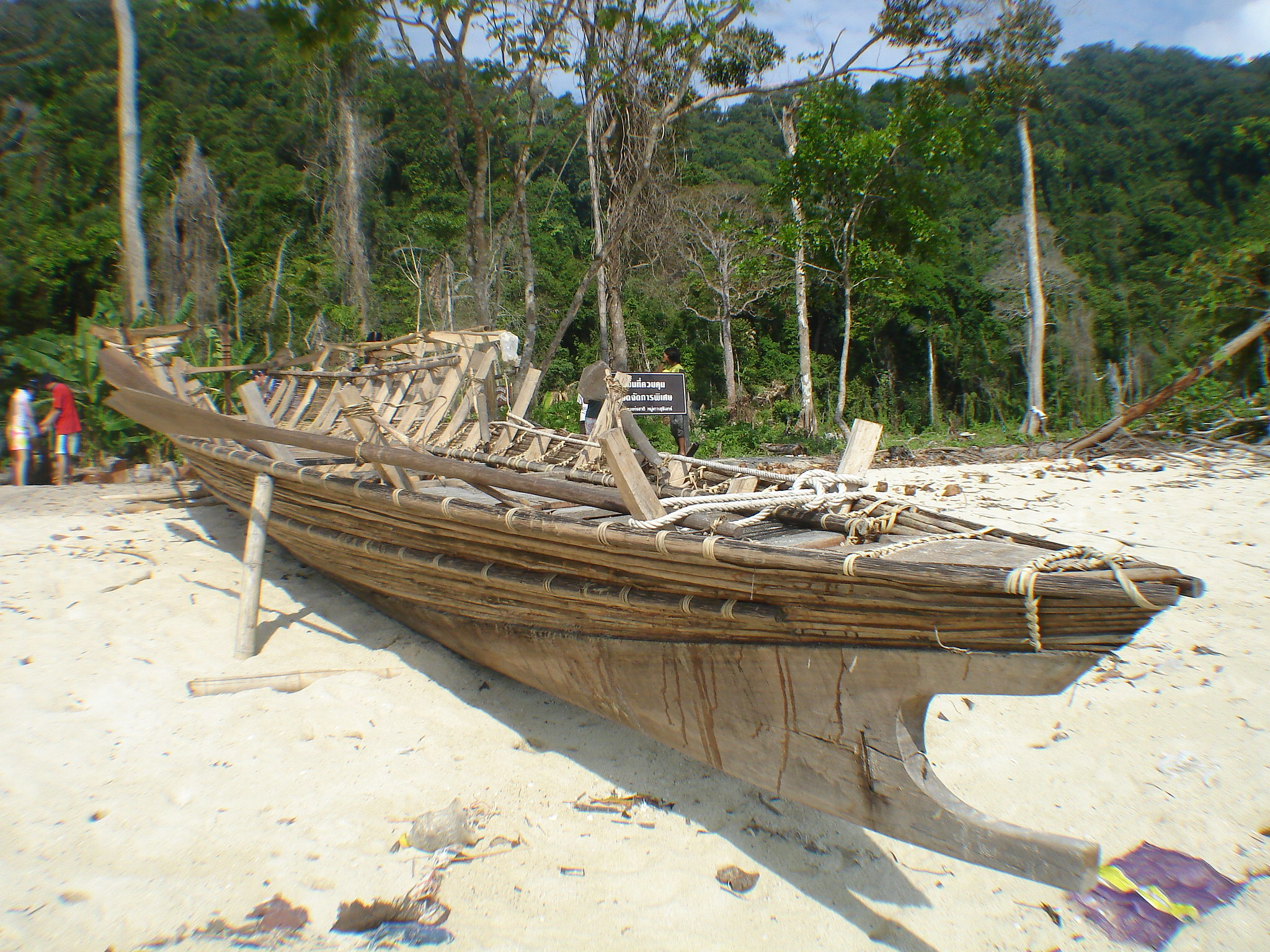
Barca dels moken

L'arxipèlag de Mergui o Myeik o Myeik Kyunzu (birmà); (algunes vegades esmentat com a Pashu, el seu nom malai) és un grup d'illes del sud de Birmània amb una superfície conjunta de 36.000 km². El nombre d'illes és de 804. Estan situades a la vora de la costa, principalment al districte de Mergui, a la divisió de Tenasserim o Tanintharyi.
Les mesures de les illes són variades; les més grans són (de nord a sud): Mali, Kadan, Thayawthadangyi, Daung, Sellore, Bentinck, Letsokaw, Kanmaw, Kau-Ye, Lampi i Zadetkyi. Antigament, moltes portaven noms anglesos, però el govern birmà els va canviar; la més gran es deia illa King i mesurava 440 km² i era l'única habitada per birmans i karens, mentre que a les altres només vivien els salones o salons (nom donat pels birmans) o mongkes o mawkens ('ofegats a la mar', nom que es donaven ells mateixos) o orangbasins (nom donat pels malais), o chaunams (donat pels tailandesos), coneguts universalment com a "gitanos de la mar", que vivien en barques i feien una vida nòmada entre illes. El seu origen, discutit, sembla estar relacionat amb els malais i amb els chams de Cambodja.
Les illes, moltes de les quals són deshabitades, tenen una abundosa vegetació molt atractiva, platges verges d'arena blanca, i certa fauna. A la mar, hi ha una gran quantitat d'espècies de peixos i taurons, que permeten la pràctica de la pesca submarina en òptimes condicions. També hi ha coralls.
Kadan Kyun és l'illa més gran de l'arxipèlag de Mergui. La seva superfície és de 450 km². El punt més alt és French Bay Peak (767 m) que és el punt més alt de l'arxipèlag.
La zona de l'arxipèlag de Mergui es va obrir al turisme l'any 1997, però fora d'un casino s'ha progressat poc.

## Població
La ciutat de Mergui és a la costa enfront de les illes.
Tradicionalment, l'arxipèlag de Mergui ha estat un territori habitat pels moken, poble que es passava gran part de la vida vivint en barques.